# 資江
資江（しこう、Zi River、簡体字: 资江、拼音: Zī jiāng）、あるいは資水（しすい）は、中華人民共和国を流れる大きな川で、洞庭湖に注ぐ長江右岸の支流。湖南省の四大河川（湘江、沅江、資江、澧水）の一つである。

## 流路

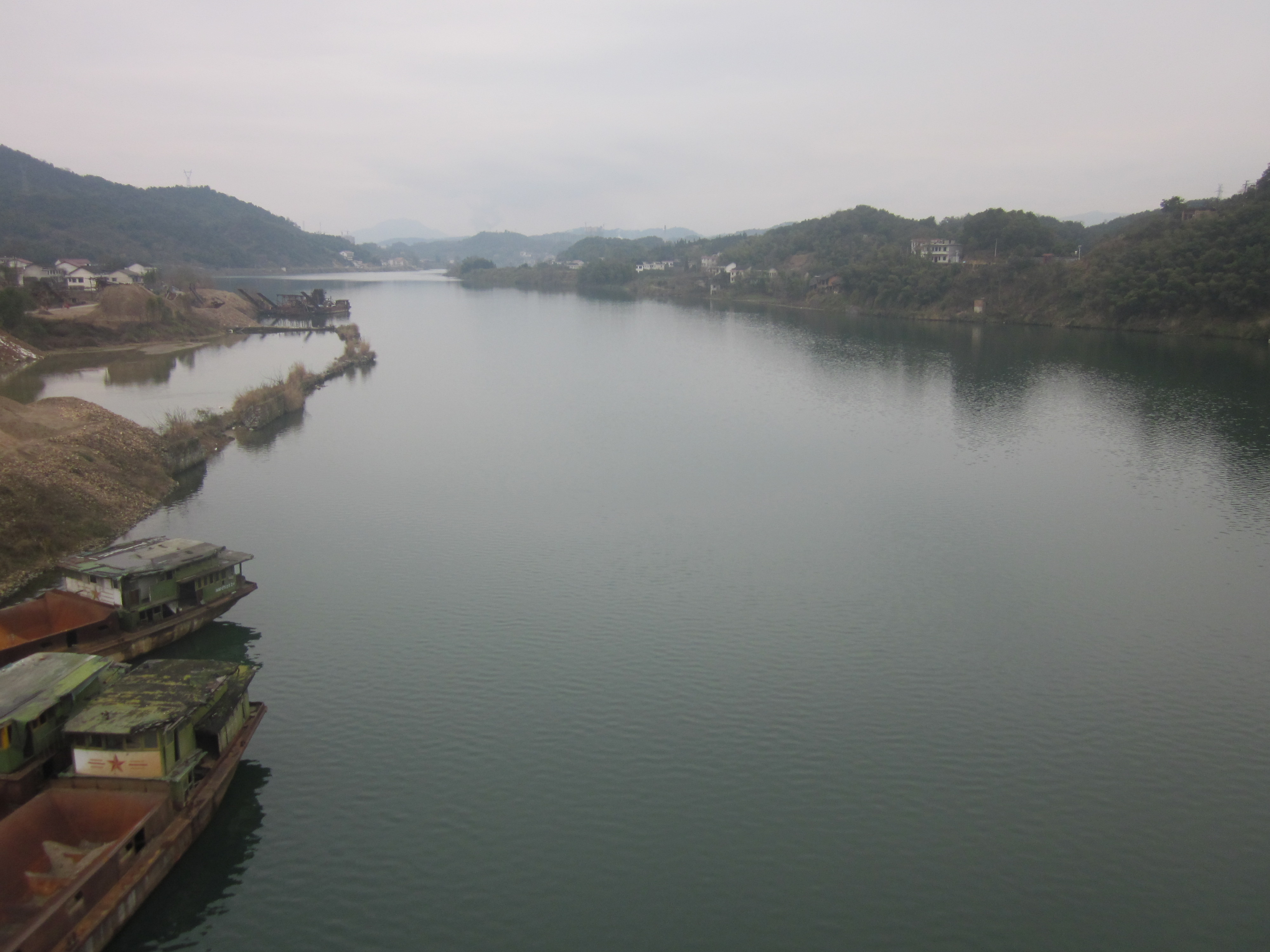
資江冷水江市段。

資江の上流には、源流となる南と西の二つの川がある。
本流とされているのが南から流れている夫夷水（ふいすい）で、広西チワン族自治区北部資源県に発する。古くは「夫彝水」、「夫夷水」、「西延水」ともいった。南嶺山脈の主要な峰である老山界（別名、猫児山）の東北麓、中峰郷社嶺村の桐木江に夫夷水の水源がある。八坊村の老源頭にも水源があり、両水源からの川は楓木村で合流し、南から北へ向けて資源県を流れ、湖南省邵陽市新寧県に入る。資源県内における夫夷水の長さは83.1キロメートル、河床の幅は平均100メートル、自然落差は1,423メートルであり資源県内最大の河川である。夫夷水は新寧県など邵陽市の市域内を流れてゆく。
西から流れているのは赧水（たんすい）で、湖南省邵陽市の城歩ミャオ族自治県の青界山黄馬界を水源とし、武岡市、隆回県などを流れる。
夫夷水と赧水の二つの川は邵陽県双江口で合流し、以後、「資江」となる。資江は邵陽県、新邵県、冷水江市、新化県、安化県、桃江県などを流れ、益陽市資陽区の甘渓港で洞庭湖に注いでいる。本流の長さは653キロメートル、流域面積は28,214平方キロメートル、うち26,738平方キロメートルが湖南省内にある。年平均流量は217億立方メートル。

### 主な支流
- 赧水
- 蓼水（別名・高沙水）
- 平渓江（別名・洞口水）
- 辰水
- 夫夷水（別名・扶夷水、羅江、古名は夫水）
- 邵水（別名・邵陵水）
- 大洋江（別名・芷渓、雲渓）
- 油渓
- 渠江
- 伊水（別名・敷渓）
- 沂渓
- 桃花江（別名・獺渓、楊柳渓）
- 志渓